# حمام جوشقان
حمام جوشقان مربوط به دوره قاجار است و در استان اصفهان، شهرستان کاشان، بخش قمصر، شهر جوشقان و کامو، قسمت جوشقان قالی واقع شده و این اثر در تاریخ ۱۵ دی ۱۳۸۷ با شمارهٔ ثبت ۲۴۰۱۴ به‌عنوان یکی از آثار ملی ایران به ثبت رسیده است.